# Lora Komoróczy
Dans le nom hongrois Komoróczy Lora, le nom de famille précède le prénom, mais cet article utilise l’ordre habituel en français Lora Komoróczy, où le prénom précède le nom.
Lora Fanni Komorócz, née le 22 février 2006, est une nageuse hongroise, spécialisée dans les épreuves de sprint de dos et de papillon. Elle s'est notamment illustrée en remportant le 50 mètres dos lors des Championnats du monde juniors 2022.

## Biographie
Komoróczy est née le 22 février 2006 à Budapest. Elle a commencé sa carrière de nageuse en Hongrie, notamment dans le club Iron SE, fondé par Katinka Hosszú, où elle évoluait sous la direction d'Imre Takács. Elle étudie aujourd'hui aux États-Unis.

## Carrière

### 2021–2022
À l'âge de 15 ans, elle participe aux Championnats hongrois de natation en petit bassin de 2021 à Kaposvár. Komoróczy y remporte la médaille d'or sur 50 mètres dos, établissant un nouveau record national dans sa catégorie d'âge.
En juin de l'année suivante, aux Championnats du monde de natation en grand bassin organisés à Duna Arena de Budapest, elle se classe dix-septième des séries du 50 mètres dos avec un temps de 28s 49, à deux centièmes de la qualification en demi-finales.
Elle participe le mois suivant aux Championnats d'Europe juniors de natation 2022 à Otopeni, en Roumanie. Elle y remporte la médaille d'argent sur 50 mètres dos avec un meilleur temps personnel de 28s 31, battue par la Française Mary-Ambre Moluh et devançant de 0,31s la belge Roos Vanotterdijk. Lors de cette compétition, elle prend également part au relais 4x100 mètres quatre nages féminin qui termine médaillé d'argent et où elle nage le papillon, ainsi qu'à la version mixte où elle nage le dos (4e). En individuel, elle participe aussi au 100 mètres dos (4e), au 50 mètres papillon (13e) et au 100 mètres papillon (17e).
En août, elle fait partie de l'équipe de Hongrie sélectionnée pour les  Championnats du monde juniors de natation 2022. Cette fois, elle se concentre sur les épreuves de dos. Après une 20e place sur le 100 mètres dos et une 8e place en finale du 50 mètres papillon, elle choisit de ne pas s'aligner sur 100 mètres papillon, préférant se concentrer sur la finale du 50 mètres dos le soir même. Le choix s'avère payant puisqu'elle remporte la médaille d'or en 28s 51, devançant Aimi Nagaoka et Sara Curtis.
Le dernier jour, elle nage le papillon lors du relais 4 nages (le dos étant nagé par Dóra Molnár qui venait de gagner l'épreuve individuelle) qui se classe 4e, au pied du podium.
Elle termine son année 2022 par les championnats nationaux en petit bassin. Elle y remporte le 50 mètres dos en 27s 09 et le 50 mètres papillon en 26s 56, signant à chaque fois un record personnel.

### 2023
Le premier jour des Championnats nationaux hongrois 2023 à Kaposvár, le 19 avril, Komoróczy remporte le titre national sur 50 mètres dos avec un temps de 28,48 secondes. Deux jours plus tard, elle réalise un temps de 27s 25 secondes en finale du 50 mètres papillon et remporte la médaille d'argent.
Qualifiée pour les Championnats du monde de Natation 2023 en grand bassin à Fukuoka, elle améliore de deux dixièmes son temps de l'édition précédente en séries du 50 mètres dos. Mais son 28s 29 ne lui offre à nouveau qu'une cruelle 17e place, aux portes des demi-finales.
Auparavant, elle avait confirmé sa place dans la hierarchie de sa classe d'âge en remportant le 50 mètres et le 100 mètres dos des Championnats d'europe juniors de natation 2023 à Belgrade, respectivement en 28s 08 et 1min 01s 10.

### 2024
En 2024, elle ne participe pas aux championnats du monde en grand bassin qui se tiennent inhabituellement en février, à Doha. Cependant, aux championnats nationaux, elle remporte le 50 mètres dos et le 50 mètres papillon. Surtout termine 2e sur les courses olympiques que sont le 100 mètres dos (1min 01s 21) et le 100 mètres papillon (58s 93). Ces temps sont malheureusement insuffisants pour s'offrir une place aux JO de Paris 2024.
Elle participe néanmoins aux Championnats d'Europe à Belgrade où elle montre une belle progression en établissant trois records personnels :
- Sur 50 mètres papillon (26s 83) malgré une 15e place en demi-finale
- Sur 50 mètres dos (28s 02) où elle prend la 4e place de la finale
- Sur 100 mètres dos (1min 01s 08) au départ du relais 4 nages médaillé d'argent

Elle s'était auparavant classée 6e de la finale individuelle du 100 mètres dos.
A l'été 2024, elle choisit de quitter son pays natal et s'engage pour les Tigers de l'Universite d'Auburn.

### 2025
Pour sa première saison universitaire, elle participe aux NCAA où elle prend la 17e place sur 100 yards dos. Elle participe également au relais 4 x 50 yards 4 nages, lui aussi 17e et elle est la dernière relayeuse sur le 4 x 50 yards nage libre où son équipe prend la 14e place et glane six des dix points qu'obtiendra l'université lors de cette édition.
Qualifiée pour les Championnats du monde grand bassin à Singapour, elle prend la 27e place sur 50 mètres dos et la 26e place sur 100 mètres dos.

## Palmarès

### Championnats d'Europe
Grand bassin
- Championnats d'Europe de 2024 à Belgrade (Serbie) :
  -  Médaille d'argent sur relais 4 x 100 mètres 4 nages